# 格里芬灣
62°28′09.1″S 60°08′40.4″W / 62.469194°S 60.144556°W

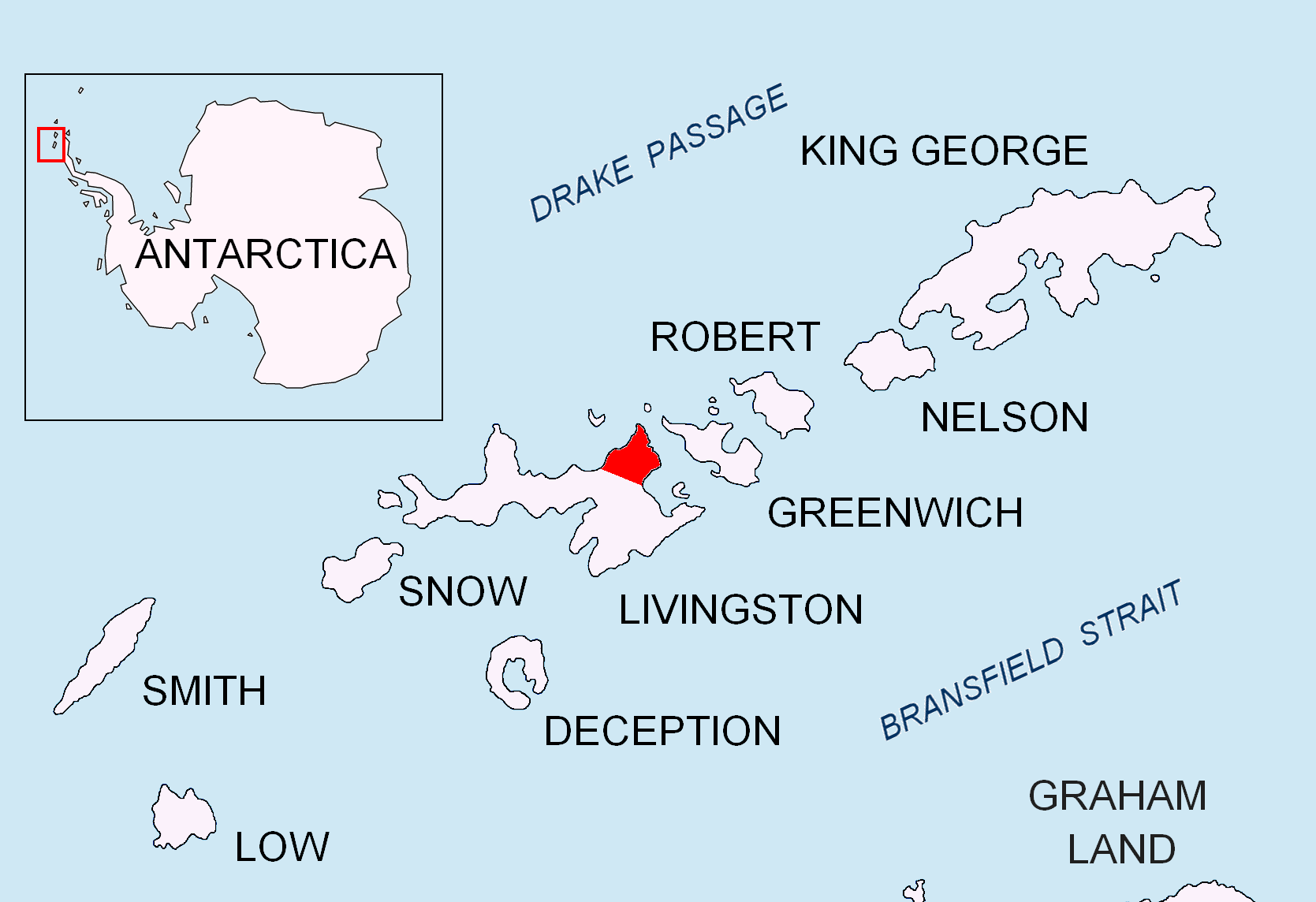

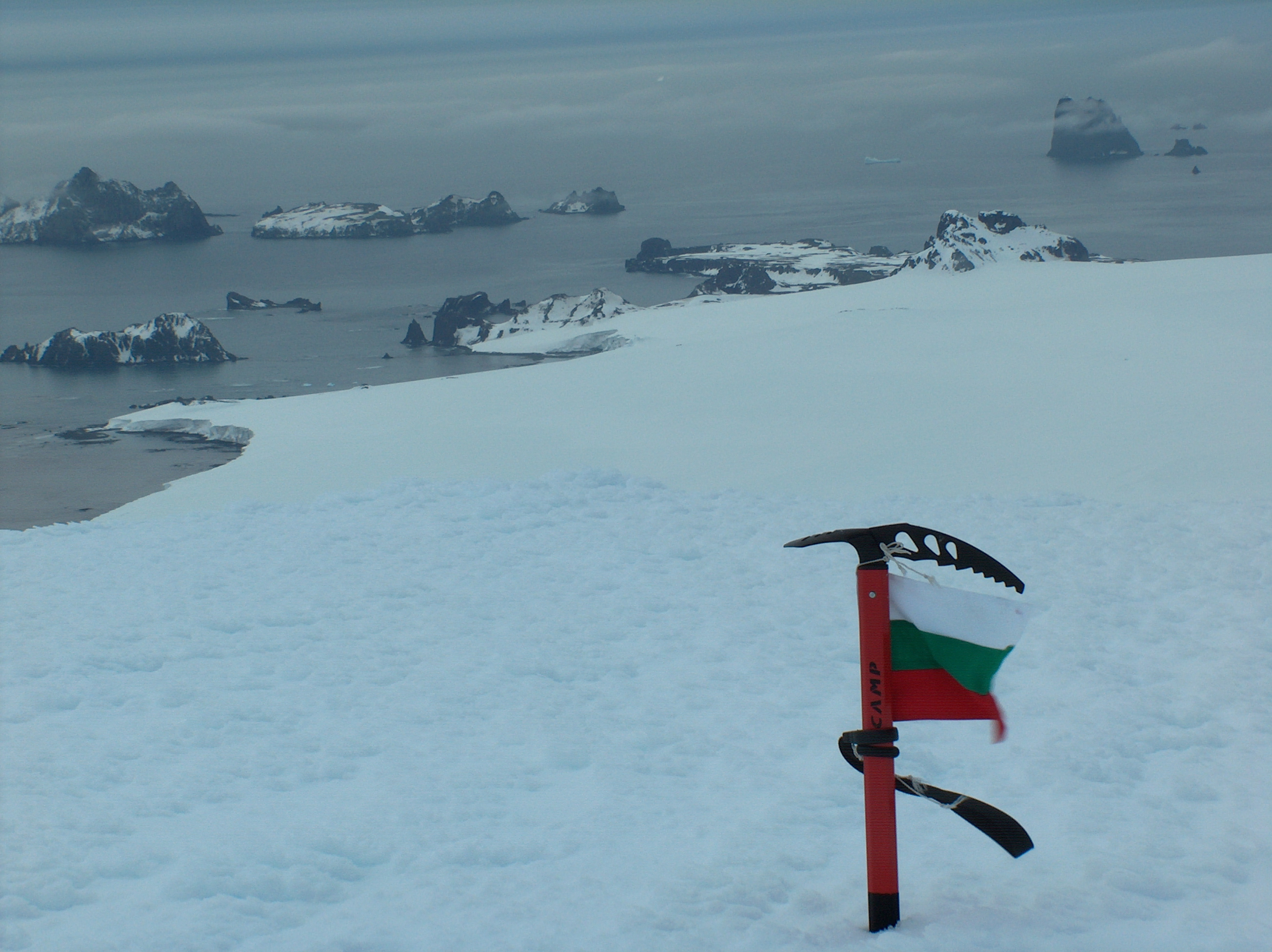

格里芬灣（Griffin Cove），是南極洲的海灣，位於南設得蘭群島的利文斯頓島西北面，處於西丁斯角東北面17.15公里和威廉斯角西南面1.95公里，長0.26公里、寬0.8公里，現時由南極條約體系管理。